# Ћиуне Сугихара
Ћиуне Сугихара (杉原 千畝, Сугихара Ћиун, Козучи, 1. јануар 1900 – 31. јул 1986, Камакура) је био јапански дипломата који је служио као заменик конзула Јапанске империје у Каунасу, у Литванији. Током Другог светског рата, Сугихара је помогао око 6000 Јевреја да побегну из Европе издавањем транзитних виза тако да би могли да путују кроз јапанску територију, ризиковајући свој посао и животе чланова своје породице. Јевреји који су бежали су били избеглице из окупиране Западне Пољске и окупиране Источне Пољске, као и становништво Литваније. Године 1985, држава Израел му је доделила признање Праведника међу народима (Хебрејски: חסידי אומות העולם) због његових поступака. Он је једини човек јапанске националности који је почаствован тим признањем. Године 2020. је "Година Чијун Сугихаре" у Литванији. Прорачунато је да је данас живо око 100.000 људи који су потомци прималаца Сугихариних виза.

## Биографија

### Младост
Ћиуне је рођен 1. јануара 1900. граду Козучи, Јапанско царство (сада Мино, префектура Гифу), од оца Јошима Сугихаре и мајке Јацу Сугихаре. Мајка му је била из самурајског сталежа. Био је други син међу пет дечака и једне девојчице. Његов отац је желео да буде лекар, али је он намерно пао на пријемном испиту. Универзитет Васеда уписује 1918. и студира енглеску књижевност. Студије је морао да прекине због недостатка средстава. Године 1919. положио је испит за стипендију Министарства иностраних послова Јапана. Послат је у  да изучава руски језик. Јапанско Министарство спољних послова га је послало у Харбин, у то време центар руске емиграције, где је учио руски и немачки тако да је постао упућен у руске послове. У јапанској амбасади у овом граду почео је да ради 1924. Док је био у Харбину, Ћиуне се обратио у православље, узимајући крштено име Павле Сергејевич. Сугихара је од ране младости био хришћанин, члан протестантске баптистичке цркве коју су у Јапану основали амерички мисионари. Ту се оженио за рускињу, Клаудију Симонову Аполонову. Развели су се 1935. године – Ћиуне је много желео децу, а Клаудија није желела да буде мајка.
Након што је успио да заврши студије и дипломира Сугихара је радио у јапанском министарству спољних послова, а затим од 1931. у министарству спољних послова Манџурије, гдје је обављао дужност заменика министра иностраних послова у марионетској влади. Преговарао са Совјетским Савезом о продаји Северне манџуријске железнице – његови руски контакти су му омогућили да тачно процени вредност железнице, тако да је обезбедио купопродајни уговор који је био много повољнији за Јапанце. Ипак, дао је оставку на позицију вршиоца дужности министра страних послова из протеста како су Јапанци третирали локалне Кинезе: "Односили су се према њима као да су животиње. Као да нису људска бића". Када се 1935. године вратио у Јапан, Ћиуне се оженио Јукиком Кикући, која је на крштењу узела име Марија. Како сама Јукико каже: "Када сам га упознала, видела сам да није као остали Јапанци. Из њега је зрачио мир. Опходио се самном као као да је једнак самном, што Јапанци нису радили са женама. Жене су биле другоразредни грађани." Пар је имао четворо синова: Хирокија, Ћиакија, Харукија и Нобукија. Након неколико година проведених у отаџбини, он је 1938. послан у јапанску амбасаду у Хелсинкију.

### Ангажман у Литванији
Ћиуне је 1939. постављен као вицеконзул у Каунасу, главном граду Литваније. Разлог зашто је постављен тамо је био да обавештава јапанске власти о совјетским и немачким трупама. Требао је и да сазна да ли Њемачка планира да нападне СССР и ако планира да о томе извијести своје надређене у Берлину и Токију. Сугихара је сарађивао и са пољским обавештајцима као дио већег плана јапанско-пољске сарадње.
Међутим, исте године немачке снаге су продрле у суседну Пољску отпочевши Други светски рат, услед чега су хиљаде пољских Јевреја биле присиљене на бекство, нарочито у тада неутралну Литванију. Када су Совјети заузели Литванију 1940, многе јеврејске избеглице из Пољске као и многи литванијски Јевреји су покушали да добију излазне визе. У то вријеме литвански Јевреји чинили су трећину градског становништва Литваније и половину становника сваког града. У периоду између 16. јула и 3. августа 1940. холандски почасни конзул Јан Звартендијк обезбједио је визе за преко 2.200 Јевреја за Курасао, острво на Карибима гдје се налазила холандска колонија или до Суринама. Долазак до Курасаоа би такође захтевао транзитну визу неке од земаља кроз које су Јевреји морали да путују, али амбасаде су биле невољне да их издају. У то време, јапанска влада је захтевала да се визе издају само онима који су прошли кроз одговарајућу имиграциону процедуру и који су имали довољно новца – већина избеглица није испуњавала ове критеријуме. Сугихара је три пута контактирао јапанско Министарство иностраних послова да му одобри да изда транзитне визе – сваки пут је био одбијен.
Ћиуне је одлучио да издаје визе без одобрења своје владе. Знајући да га такав чин непослушања коштати посла, али и такође да ће довести у опасност живот своје жене и деце ако нацисти икада нападну Литванију, питао је жену за савет. Сетивши се извесног стиха из књиге пророка Јеремије, Јукико га је подржала у његовој намери. Тада су почели да пишу неодобрене визе. Од 18. јула до 28. јула 1940, Ћиуне је ручно исписивао визе. Свака виза је омогућавала десетодневни транзит преко Јапана, што је било у директном сукобу са наређењима које је Ћиуне добијао. У јапанској култури такав чин непослушања се строго кажњавао. Ипак, он је преговарао са совјетским службеницима који су допустили Јеврејима да путују преко транссибирске железнице.
Сугихара је визе писао ручно. Дневно је проводио 18-20 сати дневно пишући визе, уз помоћ своје жене и радника конзулата, понекад и избеглица. Забележено је да неретко није јео да не би губио време на писање виза. Због издавања виза био је смењен са своје функције и било му је наређено да одмах напусти конзулат. Ћиуне, Јукико и њихови синови су се онда сместили у оближњем хотелу. Јевреји су их убрзо нашли и молили их да им издају још виза. До 4. септембра, када су требали да напусте Каунас возом, Ћиуне и Јукико су писали визе. Сваког дана су издавали онолико виза колико је конзулат просечно издавао за месец дана. Вече пред одлазак, он и жена су целу ноћ исписивали спасоносне папире. На дан одласка, на путу до железничке станице, Ћиуне је стављао бланко потписе на папире, бацајући визе у масу тако да би их људи сами после попунили. Када је ушао у воз, само је ударао печат на празне папире, избацујући документа кроз прозор. У једном тренутку, остао је без снаге. Нагнуо се кроз прозор и рекао: "Молим вас да ми опростите. Не могу више да пишем. Желим вам све најбоље." Тада се дубоко наклонио присутним избеглицама. Неко од присутних Јевреја и Пољака му је узвикнуо: "Сугихара, никада те нећемо заборавити! Сигурно ћу те опет видети!" Јукико је на ове речи заплакала и плакала је још дуго пошто је воз напустио станицу.

### Број спашених
Број Јевреја који су добили Сугихарине визе није никад тачно утврђен. У званичној архиви јапанског конзулата је записано око 2.100 имена. Вјерује се да у свој журби да потпише што већи број виза Ћиуне није уносио у архиву свако име. Тврдило се да је прије одласка избјеглицама дао свој печат службеног конзулата како би се могло фалсификовати што више виза. Његов син Нобуки Сугихара одлучно је инсистирао на тврдњи да отац никоме није дао печат, јер је и у возу овјеравао бланко папире. Извори наводе два броја 2200 и 6000. Цифра од 6000 спашених иако се сматра да је само прича, могла би бити реална јер су у питању су породичне визе које су омогућавале глави породице да са својим супружником и дјецом напусти Литванију. Јапанска телевизија Фуђи је 29. септембра 1983. емитовала документарни филм "Једна виза која је одлучила о њиховој судбини - Јапанци који су спасили 4.500 Јевреја". Када је 1985. Ћиуне Сугихара добио награду Праведни међу народима неки јапански листови су извјестили да је спасио 6.000 људи, а други 4.500. "Јапан Тајмс" од 19. јануара 1985. доноси чланак са насловом "Јапанац почашћен што је спасио 6.000 Јевреја", у којем пише "Сугихара се оглушио о наредбе из Токија и издао транзитне визе за скоро 6.000 Јевреја". Америчке новине такође спомињу Сугихару као "дипломату који се оглушио на наредбе своје владе и издао транзитне визе за 6.000 Јевреја". Центар Симон Визентал проценио је да је Ћиуне Сугихара издао транзитне визе за око 6.000 Јевреја и да је око 40.000 потомака јеврејских избјеглица данас живо због његових поступака. Пољска обавештајна служба издала је одређен број лажних виза. Сугихарина удовица и најстарији син процењивали су број спашених од сигурне смрти на 10.000 Јевреја. Професор и са Бостонског универзитета Хилел Левин такође процењује да је помогао "чак 10.000 људи", али да је на крају преживјело далеко мање људи. Неки Јевреји нису успели да напусте Литванију на време (Совјети су наплаћивали возну карту пет пута скупље него што је то било уобичајено) тако да су нестали у Холокаусту када су Немци напали Совјетску унију 22. јуна 1941.

### Отказ
Сугихара је прераспоређен у Кенигсберг, Источна Пруска прије него што је служио као генерални конзул у Прагу, Чехословачка, од марта 1941. до краја 1942. и у делегацији у Букурешту, Румунија, од 1942. до 1944. Унапријеђен је у чин трећег секретара 1943, а одликован је Орденом светог блага, 5 степена, 1944. Када су својетске трупе ушле у Румунију, заробили су Сугихару и његову породицу и одвезли их у ратни логор. Тамо су остали неких 18 месеци и пуштени су тек када је Јукико чувару дала свој скупоцени кимоно. Године 1947. јапанско министарство спољних послова затражило је од њега да поднесе оставку, номинално због смањења броја запослених. Неки извори, укључујући његову супругу Јукико Сугихару, тврде да је отпуштен због "инцидента" у Литванији.

### Касније доба
Сугихара се са женом и три сина настанио у Фуџисавi у префектури Канагава. Да би издржавао своју породицу, узимао низ слабо плаћених послова, у једном тренутку чак продавајући сијалице од врата до врата. Породица је 1947. доживјела трагедију када је његов најмлађи син Харуки умро у седмој години, недуго након повратка у Јапан. Године 1949. добили су још једног сина, Нобукија. Сугихара је касније почео да ради за извозну компанију као генерални директор. Користећи своје знање руског језика, Сугихара је наставио са радом и живео скромно у Совјетском Савезу шеснаест година, док је његова породица остала у Јапану. Један његов пријатељ се сећа: "Позвао ме је на вечеру. Ја сам се наравно понадао да ћемо лепо јести. Он је рекао да ће он да кува, те смо отишли у продавницу, где је он купио кромпир и кобасице. Кромпир је кући ољуштио и скувао у кувалу које му је стајало у клозету. Он је то сматрао гозбом".
Јешуа Нишри, економски аташе израелске амбасаде у Токију и један од Јевреја који је спашен захваљујући Сугихари док је још био дете, коначно је 1968. успио да га нађе. Следеће године је Ћиуне отишао у Израел где га је дочекала израелска влада. Јевреји које је спасао почели су да лобирају у Јад Вашем да буде признат за Праведника. Јад Вашем га је 1984. прогласио "Праведником међу народима". Пошто је био сувише болестан да би путовао, жена и син су отишли да би у његово име преузели награду.
На питање који су његови разлози за издавање виза Јеврејима, Сугихара је објаснио да су избјеглице људска бића и да им је једноставно потребна помоћ:
"Желиш да знаш шта ме је покренуло, зар не? Па... То је просто онај осећај који би свако имао да се заправо сусретне са избеглицама лице у лице, како моле са сузама у очима. Човек просто не може да се суздржи а да не састрадава са њима. Међу њима је било старих људи и жена. Били су толико очајни да су ишли толико далеко и да ми љубе ципеле. Да, то сам видео сопственим очима. У то време сам осећао да јапанска влада У Токију није имала јединствено станивиште. Неке јапанске вође су просто биле уплашене због притиска од стране Нациста; други званичници су просто били незаинтересовани.
Људи у Токију нису били јединствени. Било би смешно да се бавим њима. Тако сам се одлучио да више не чекам одобрење. Знао сам да ће око тога да се жале у будућности. Али, ја сам знао да би то било исправно. Нема ништа лоше у томе да се спашавају животи. Са духом смирења, човекољубља и пријатељства према ближњима, са тим духом, кренуо сам да учиним шта сам учинио, суочен са најтежом ситуацијом – и из тог разлога, кренуо сам напред са удвострученом храброшћу".
Ћиуне Сугихара је умро у болници у Камакури 31. јула 1986. године. Ћиуне никада самоиницијативно није говорио о своме подвигу. Упркос публицитету који му је дат у Израелу и другим државама, остао је практично непознат у својој земљи. Тек када је на његову сахрану дошла велика делегација Јевреја из цијелог свијета, укључујући и израелског амбасадора у Јапану, његове комшије су сазнале за његов подвиг. Његово касније постхумно признање је у супротности са животом који је живио након губитка дипломатске каријере. Волео је да говори: "Можда сам и могао да послушам своју владу, али онда не бих слушао Бога". Мунео Сузуки се 1991. се извинио породици Сугихара због дугогодишњег неправедног третмана Министарства спољних послова. Званична обнова части од стране јапанске владе извршена је 10. октобра 2000. године када је министар иностраних послова Јохаи Коно одржао говор у Сугихарину част у Дипломатском архиву Министарства спољних послова Јапана. Кратки филм "Визе и врлина" из 1997. чија је тема Сугихарино спашавање Јевреја, освојио је Оскара у марту 1998. за најбољи краткометражни филм.

## Одликовања
- Орден светог блага, 5 степена, 1944;
- Крст за спасавање умирућих (Литванија), (1993)[23]
- Орден заслуга Републике Пољске, Командантов крст (1996);[24]
- Ордена обнове Пољске, Командантов крст са звездом (2007);[25]